# 1973-as CONCACAF-bajnokság
Az 1973-as CONCACAF-bajnokság az Észak- és Közép-amerikai, valamint a Karib-térség labdarúgó-válogatottjainak kiírt hatodik labdarúgótorna volt, melyet 1973. november 29. és december 18. között rendeztek. Az esemény házigazdája Haiti volt. A tornán 6 nemzet válogatottja vett részt.
A torna egyben az 1974-es labdarúgó-világbajnokság észak-amerikai (CONCACAF) selejtezője is volt.

## Lebonyolítás
A hat csapat egy csoportot alkotott, ahol körmérkőzéseket játszottak. A csoport végeredménye lett egyben a torna végeredménye is.

## Selejtezők

### 1. csoport
| Csapat           | M | Gy | D | V | G+ | G– | Gk  | P |
| ---------------- | - | -- | - | - | -- | -- | --- | - |
| Mexikó           | 4 | 3  | 1 | 0 | 16 | 4  | +12 | 7 |
| Kanada           | 4 | 2  | 1 | 1 | 11 | 4  | +7  | 5 |
| Egyesült Államok | 4 | 0  | 0 | 4 | 3  | 22 | –19 | 0 |

| 1972. augusztus 20. |

| Kanada | 3–2 | Egyesült Államok |
| ------ | --- | ---------------- |
|        |     |                  |

| St. John's |

| 1972. augusztus 24. |

| Kanada | 0–1 | Mexikó |
| ------ | --- | ------ |
|        |     |        |

| Toronto |

| 1972. augusztus 29. |

| Egyesült Államok | 2–2 | Kanada |
| ---------------- | --- | ------ |
|                  |     |        |

| Baltimore |

| 1972. szeptember 3. |

| Mexikó | 3–1 | Egyesült Államok |
| ------ | --- | ---------------- |
|        |     |                  |

| Mexikóváros |

| 1972. szeptember 6. |

| Mexikó | 2–1 | CAN |
| ------ | --- | --- |
|        |     |     |

| Mexikóváros |

| 1972. szeptember 10. |

| Egyesült Államok | 1–2 | Mexikó |
| ---------------- | --- | ------ |
|                  |     |        |

| Los Angeles |

Mexikó jutott tovább a csoportból.

### 2. csoport
| 1972. december 3. |

| Guatemala | 1–0 | Salvador |
| --------- | --- | -------- |
|           |     |          |

| Guatemalaváros |

| 1972. december 10. |

| Salvador | 0–1 | Guatemala |
| -------- | --- | --------- |
|          |     |           |

| San Salvador |

Guatemala jutott tovább 2–0-s összesítéssel.

### 3. csoport
| 1972. december 3. |

| Honduras | 2–1 | Costa Rica |
| -------- | --- | ---------- |
|          |     |            |

| Tegucigalpa |

| 1972. december 10. |

| Costa Rica | 3–3 | Honduras |
| ---------- | --- | -------- |
|            |     |          |

| San José |

Honduras jutott tovább 5–4-es összesítéssel.

### 4. csoport
Jamaica visszalépett, így a Holland Antillák játék nélkül jutott tovább.

### 5. csoport
| 1972. április 15. |

| Haiti | 7–0 | Puerto Rico |
| ----- | --- | ----------- |
|       |     |             |

| Port-au-Prince |

| 1972. április 23. |

| Puerto Rico | 0–5 | Haiti |
| ----------- | --- | ----- |
|             |     |       |

| San Juan |

Haiti jutott tovább 12–0-s összesítéssel.

### 6. csoport
| Csapat             | M | Gy | D | V | G+ | G– | Gk  | P |
| ------------------ | - | -- | - | - | -- | -- | --- | - |
| Trinidad és Tobago | 4 | 3  | 1 | 0 | 16 | 4  | +12 | 7 |
| Holland Guyana     | 4 | 2  | 1 | 1 | 11 | 4  | +7  | 5 |
| Antigua és Barbuda | 4 | 0  | 0 | 4 | 3  | 22 | –19 | 0 |

| 1972. november 10. |

| Trinidad és Tobago | 11–1 | Antigua és Barbuda |
| ------------------ | ---- | ------------------ |
|                    |      |                    |

| Port of Spain |

| 1972. november 19. |

| Antigua és Barbuda | 1–2 | Trinidad és Tobago |
| ------------------ | --- | ------------------ |
|                    |     |                    |

| St. John's |

| 1972. november 28. |

| Trinidad és Tobago | 2–1 | Holland Guyana |
| ------------------ | --- | -------------- |
|                    |     |                |

| Port of Spain |

| 1972. november 30. |

| Trinidad és Tobago | 1–1 | Holland Guyana |
| ------------------ | --- | -------------- |
|                    |     |                |

| San Fernando |

| 1972. december 3. |

| Antigua és Barbuda | 0–6 | Holland Guyana |
| ------------------ | --- | -------------- |
|                    |     |                |

| St. John's |

| 1972. december 5. |

| Antigua és Barbuda | 1–3 | Holland Guyana |
| ------------------ | --- | -------------- |
|                    |     |                |

| St. John's |

Trinidad és Tobago jutott tovább a csoportból.

## Csoportkör
| Csapat             | M | Gy | D | V | G+ | G– | Gk  | P |
| ------------------ | - | -- | - | - | -- | -- | --- | - |
| Haiti              | 5 | 4  | 0 | 1 | 8  | 3  | +5  | 8 |
| Trinidad és Tobago | 5 | 3  | 0 | 2 | 11 | 4  | +7  | 6 |
| Mexikó             | 5 | 2  | 2 | 1 | 10 | 5  | +5  | 6 |
| Honduras           | 5 | 1  | 3 | 1 | 6  | 6  | 0   | 5 |
| Guatemala          | 5 | 0  | 3 | 2 | 4  | 6  | –2  | 3 |
| Antigua és Barbuda | 5 | 0  | 2 | 3 | 4  | 19 | –15 | 2 |

| 1973. november 29. |

| Honduras           | 2–1 | Trinidad és Tobago |
| ------------------ | --- | ------------------ |
| Guifarro Hernandez |     | David              |

| Stade Sylvio Cator, Port-au-Prince Játékvezető: Davies (kanadai) |

| 1973. november 30. |

| Mexikó | 0–0 | Guatemala |
| ------ | --- | --------- |
|        |     |           |

| Stade Sylvio Cator, Port-au-Prince Játékvezető: Highet (kanadai) |

| 1973. december 1. |

| Haiti       | 3–0 | Antigua és Barbuda |
| ----------- | --- | ------------------ |
| Sanon Vorbe |     |                    |

| Stade Sylvio Cator, Port-au-Prince Játékvezető: Soto Paris (Costa Rica-i) |

| 1973. december 3. |

| Honduras | 1–1 | Mexikó   |
| -------- | --- | -------- |
| Guifarro |     | H. López |

| Stade Sylvio Cator, Port-au-Prince Játékvezető: Winsemann (kanadai) |

| 1973. december 4. |

| Haiti            | 2–1 | Trinidad és Tobago |
| ---------------- | --- | ------------------ |
| Sanon R. St.-Vil |     | David              |

| Stade Sylvio Cator, Port-au-Prince Játékvezető: Henriquez (salvadori) |

| 1973. december 5. |

| Antigua és Barbuda | 2–2 | Guatemala |
| ------------------ | --- | --------- |
| Koots Schoop       |     | Morales   |

| Stade Sylvio Cator, Port-au-Prince Játékvezető: Kibritjian (USA) |

| 1973. december 7. |

| Haiti      | 1–0 | Honduras |
| ---------- | --- | -------- |
| G. St.-Vil |     |          |

| Stade Sylvio Cator, Port-au-Prince Játékvezető: Winsemann (kanadai) |

| 1973. december 8. |

| Mexikó                         | 8–0 | Antigua és Barbuda |
| ------------------------------ | --- | ------------------ |
| Muciño H. López Lapuente Siles |     |                    |

| Stade Sylvio Cator, Port-au-Prince Játékvezető: Calderón (Costa Rica-i) |

| 1973. december 10. |

| Trinidad és Tobago | 1–0 | Guatemala |
| ------------------ | --- | --------- |
| David 30'          |     |           |

| Stade Sylvio Cator, Port-au-Prince Játékvezető: Soto Paris (Costa Rica-i) |

| 1973. december 12. |

| Honduras      | 2–2 | Antigua és Barbuda |
| ------------- | --- | ------------------ |
| Guifarro Soza |     | Clemencia St. Jago |

| Stade Sylvio Cator, Port-au-Prince Játékvezető: Chaplin (jamaicai) |

| 1973. december 13. |

| Haiti | 2–1 | Guatemala |
| ----- | --- | --------- |
| Sanon |     | Bolanos   |

| Stade Sylvio Cator, Port-au-Prince Játékvezető: Davies (kanadai) |

| 1973. december 14. |

| Trinidad és Tobago                   | 4–0 | Mexikó |
| ------------------------------------ | --- | ------ |
| Cummings 35' David 52' Archibald 62' |     |        |

| Stade Sylvio Cator, Port-au-Prince Játékvezető: Winsemann (kanadai) |

| 1973. december 15. |

| Honduras | 1–1 | Guatemala |
| -------- | --- | --------- |
| Guifarro |     | Mendez    |

| Stade Sylvio Cator, Port-au-Prince Játékvezető: Schott (USA) |

| 1973. december 17. |

| Trinidad és Tobago | 4–0 | Antigua és Barbuda |
| ------------------ | --- | ------------------ |
| David Morgan       |     |                    |

| Stade Sylvio Cator, Port-au-Prince Játékvezető: Ramirez (Puerto Ricó-i) |

| 1973. december 18. |

| Haiti | 0–1 | Mexikó    |
| ----- | --- | --------- |
|       |     | Borja 29' |

| Stade Sylvio Cator, Port-au-Prince Játékvezető: Kibritjian (USA) |

Haiti kijutott az 1974-es labdarúgó-világbajnokságra.
| Az 1973-as CONCACAF-bajnokság győztese |
| -------------------------------------- |
| HAITI 1. cím                           |

## Külső hivatkozások
- Eredmények az rsssf.com-on (angolul)